# 남북의 창
《남북의 창》은 KBS 1TV에서 매주 토요일 오전 7시 50분 ~ 8시 30분에 방송 중인 북한 시사 프로그램이다.

## 기획 의도
남북 관계 현안을 심층 분석하며 북한의 이모저모를 생생한 영상과 함께 전해주는 공영방송 KBS가 자랑하는 북한 시사

## 방송 시간
| 방송 채널 | 방송 기간                          | 방송 시간                              |
| --------- | ---------------------------------- | -------------------------------------- |
| KBS 1TV   | 1989년 3월 14일 ~ 1989년 10월 3일  | 매주 화요일 밤 10시 ~ 10시 35분        |
| KBS 1TV   | 1989년 10월 10일 ~ 1990년 4월 3일  | 매주 화요일 밤 10시 ~ 10시 40분        |
| KBS 1TV   | 1990년 10월 2일 ~ 1991년 5월 14일  | 매주 화요일 밤 10시 ~ 10시 40분        |
| KBS 1TV   | 1991년 5월 24일 ~ 1991년 10월 4일  | 매주 금요일 밤 10시 ~ 10시 50분        |
| KBS 1TV   | 1992년 10월 9일 ~ 1993년 4월 30일  | 매주 금요일 밤 10시 ~ 10시 50분        |
| KBS 1TV   | 1991년 10월 11일 ~ 1992년 4월 3일  | 매주 금요일 밤 9시 55분 ~ 10시 45분    |
| KBS 1TV   | 1992년 4월 10일 ~ 1992년 10월 2일  | 매주 금요일 밤 10시 30분 ~ 11시 20분   |
| KBS 1TV   | 1993년 5월 6일 ~ 1993년 6월 24일   | 매주 목요일 밤 10시 55분 ~ 11시 40분   |
| KBS 1TV   | 1993년 5월 13일 ~ 1994년 10월 6일  | 매주 목요일 밤 10시 50분 ~ 11시 35분   |
| KBS 1TV   | 1994년 10월 16일 ~ 1995년 2월 19일 | 매주 일요일 밤 11시 20분 ~ 12시        |
| KBS 1TV   | 1995년 2월 26일 ~ 1995년 4월 30일  | 매주 일요일 저녁 7시 25분 ~ 8시        |
| KBS 1TV   | 1995년 5월 7일 ~ 1996년 6월 2일    | 매주 일요일 저녁 7시 20분 ~ 8시        |
| KBS 1TV   | 1996년 10월 18일 ~ 1998년 2월 27일 | 매주 금요일 밤 10시 ~ 10시 20분        |
| KBS 1TV   | 1998년 3월 6일 ~ 2000년 4월 28일   | 매주 금요일 밤 10시 40분 ~ 11시        |
| KBS 1TV   | 2000년 5월 4일 ~ 2001년 4월 26일   | 매주 목요일 밤 11시 35분 ~ 12시        |
| KBS 1TV   | 2001년 5월 3일 ~ 2003년 6월 19일   | 매주 목요일 밤 11시 35분 ~ 12시 5분    |
| KBS 1TV   | 2003년 6월 29일 ~ 2007년 4월 22일  | 매주 일요일 아침 7시 30분 ~ 8시        |
| KBS 1TV   | 2007년 4월 30일 ~ 2008년 11월 10일 | 매주 월요일 오전 11시 25분 ~ 11시 55분 |
| KBS 1TV   | 2008년 11월 22일 ~ 2010년 5월 8일  | 매주 토요일 오전 7시 35분 ~ 8시        |
| KBS 1TV   | 2010년 5월 15일 ~ 2014년 12월 27일 | 매주 토요일 아침 7시 50분 ~ 8시 20분   |
| KBS 1TV   | 2015년 1월 3일 ~ 현재              | 매주 토요일 아침 7시 50분 ~ 8시 30분   |

## 제작진

### 제작진
- 하준수 CP
- 최영윤 PD

### 기자
- 백인순 디지털에디터
- 조성원 북한부 팀장
- 이효용 북한부 기자

### 리포터
- 장예진

## MC
| 대수 | 진행자    | 진행자 | 진행 기간                          | 비고   |
| 대수 | 남성      | 여성   | 진행 기간                          | 비고   |
| ---- | --------- | ------ | ---------------------------------- | ------ |
| 1대  | 故 최연택 | 백정원 | 2000년 6월 1일 ~ 2001년 2월 15일   |        |
| 2대  | 백운기    | 백정원 | 2001년 2월 22일 ~ 2001년 4월 26일  |        |
| 3대  | 백운기    | 윤지영 | 2001년 5월 3일 ~ 2003년 6월 19일   |        |
| 4대  | 조성원    | 김지윤 | 2003년 6월 29일 ~ 2004년 5월 2일   |        |
| 5대  | 조성원    | 위서현 | 2004년 5월 9일 ~ 2004년 10월 31일  |        |
| 6대  | 고영태    | 위서현 | 2004년 11월 7일 ~ 2005년 5월 1일   |        |
| 7대  | 고영태    | 김진희 | 2005년 5월 8일 ~ 2005년 11월 6일   |        |
| 8대  | 원종진    | 김진희 | 2005년 11월 13일 ~ 2006년 4월 2일  |        |
| 9대  | 원종진    | 조수빈 | 2006년 4월 9일 ~ 2006년 12월 31일  |        |
| 10대 | 김정환    | 조수빈 | 2007년 1월 7일 ~ 2007년 10월 29일  |        |
| 11대 | 김정환    | 이지애 | 2007년 11월 5일 ~ 2008년 7월 14일  |        |
| 12대 | 김정환    | 엄지인 | 2008년 7월 21일 ~ 2008년 11월 10일 |        |
| 13대 | 빈칸      | 엄지인 | 2008년 11월 22일 ~ 2009년 4월 18일 |        |
| 14대 | 빈칸      | 홍소연 | 2009년 4월 25일 ~ 2010년 5월 8일   |        |
| 15대 | 빈칸      | 윤수영 | 2010년 5월 15일 ~ 2010년 12월 25일 |        |
| 16대 | 빈칸      | 이현주 | 2011년 1월 1일 ~ 2012년 7월 14일   |        |
| 17대 | 빈칸      | 가애란 | 2012년 7월 21일 ~ 2013년 4월 6일   |        |
| 18대 | 빈칸      | 정다은 | 2013년 4월 13일 ~ 2014년 12월 27일 |        |
| 19대 | 빈칸      | 이각경 | 2015년 1월 3일 ~ 2016년 4월 23일   |        |
| 20대 | 조성원    | 엄지인 | 2016년 4월 30일 ~ 2016년 7월 30일  |        |
| 21대 | 조성원    | 백승주 | 2016년 8월 13일 ~ 2018년 4월 21일  | [ 7 ]  |
| 23대 | 국현호    | 백승주 | 2018년 4월 28일 ~ 2018년 9월 8일   |        |
| 24대 | 국현호    | 전주리 | 2018년 9월 15일 ~ 2020년 5월 16일  |        |
| 25대 | 김명주    | 홍희정 | 2020년 5월 23일 ~ 2021년 4월 24일  |        |
| 26대 | 김명주    | 박사임 | 2021년 5월 1일 ~ 2022년 4월 16일   | [ 10 ] |
| 27대 | 조재익    | 박사임 | 2022년 4월 23일 ~ 2023년 4월 29일  |        |
| 28대 | 김철민    | 정지원 | 2023년 5월 6일 ~ 2023년 11월 11일  | [ 12 ] |
| 29대 | 양지우    | 정지원 | 2023년 11월 18일 ~ 2024년 5월 4일  | [ 13 ] |
| 30대 | 김재홍    | 기현정 | 2024년 5월 11일 ~ 2025년 7월 5일   | [ 15 ] |
| 31대 | 지형철    | 박소현 | 2025년 7월 12일 ~ 현재             |        |

## 코너

### 방영 코너
| 코너명         | 진행자        |
| -------------- | ------------- |
| 이슈 & 한반도  |               |
| 요즘 북한은    |               |
| 클로즈 업 북한 |               |
| 통일로 미래로  | 장예진 리포터 |
| 북한 영상      |               |

## 타이틀 변천사
| 기수 | 프로그램 타이틀 | 방송 기간                         |
| ---- | --------------- | --------------------------------- |
| 1기  | 통일논단        | 1977년 4월 10일 ~ 1980년 9월 14일 |
| 2기  | 주간 북한 소식  | 1980년 12월 2일 ~ 1989년 3월 5일  |
| 3기  | 남북의 창       | 1989년 3월 14일 ~ 2001년 4월 26일 |
| 4기  | 북한 리포트     | 2001년 5월 3일 ~ 2003년 11월 2일  |
| 5기  | 남북의 창       | 2003년 11월 9일 ~ 현재            |